# Девять месяцев (фильм, 1995)
«Девять месяцев» — кинофильм. Мировая премьера состоялась 14 июля 1995 года.

## Сюжет
Молодая пара — Самуэль (Хью Грант) и Ребекка (Джулианна Мур) — живут вместе уже пять лет. Сюжет строится вокруг беременности Ребекки, которая хочет ребёнка, и абсолютной неготовности мужа к его рождению.

## В ролях
| Актёр          | Роль                   |
| -------------- | ---------------------- |
| Хью Грант      | Самуэль Фолкнер        |
| Джулианна Мур  | Ребекка Тейлор-Фолкнер |
| Том Арнольд    | Марти Двайер           |
| Джоан Кьюсак   | Гейл Двайер            |
| Джефф Голдблюм | Шон Флетчер            |
| Робин Уильямс  | доктор Косевич         |
| Эшли Джонсон   | Шэннон Двайер          |
| Алекса Вега    | Молли Двайер           |